# Flexie (taalkunde)

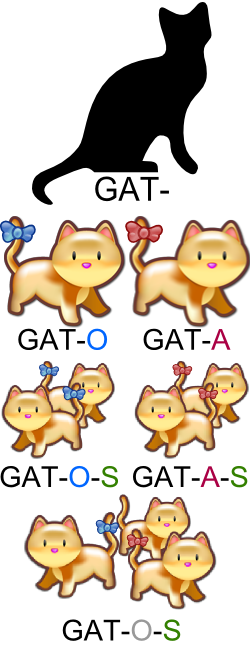
Flexie van het Spaanse lexeem voor "kat". Blauw is mannelijk, roze vrouwelijk, grijs onzijdig (onbepaald) en groen meervoud; het enkelvoud is niet gemarkeerd.

Flexie of inflexie is een morfologisch proces waarbij de vorm van een woord wordt aangepast aan zijn grammaticale functie  in de zin of, in het geval van bijvoeglijke bepalingen aan het woord waarbij het hoort (→ congruentie).
Men onderscheidt:
- verbuiging of declinatie, bij (voor)naamwoorden
- vervoeging of conjugatie, bij werkwoorden

De mate waarin en de manier waarop flexie voorkomt verschilt van taal tot taal en nog meer in verschillende taalfamilies. Talen waarin flexie een belangrijke rol speelt worden flecterend of synthetisch genoemd. Het tegenovergestelde hiervan is een analytische taal.